# Lycaste skinneri
Lycaste skinneri je druh rostliny z čeledi vstavačovitých. Roste v jižním Mexiku, Guatemale, Salvadoru a Hondurasu. Druh je ztotožňován s druhem Lycaste virginalis.

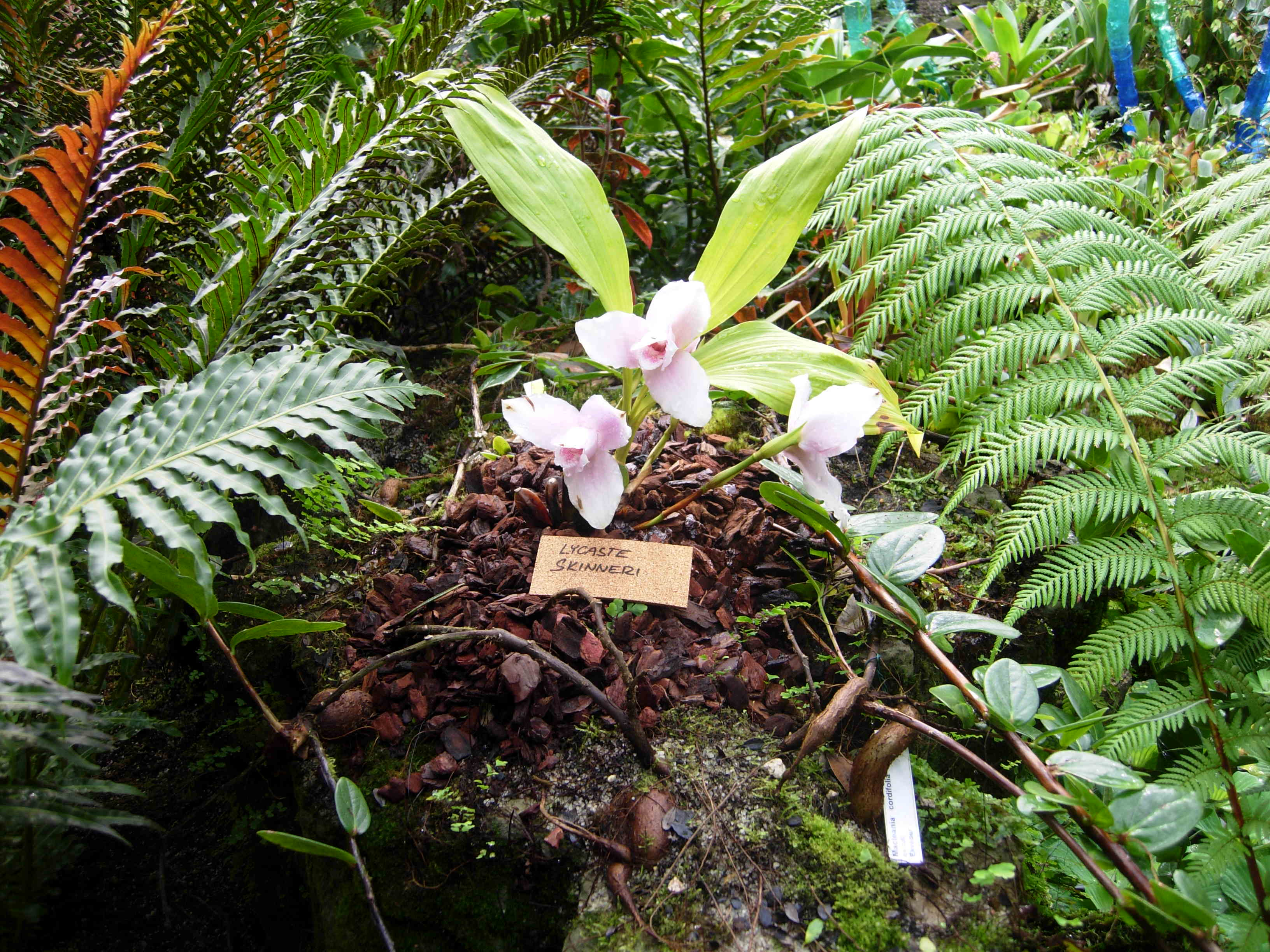
Lycaste skinneri v botanické zahradě
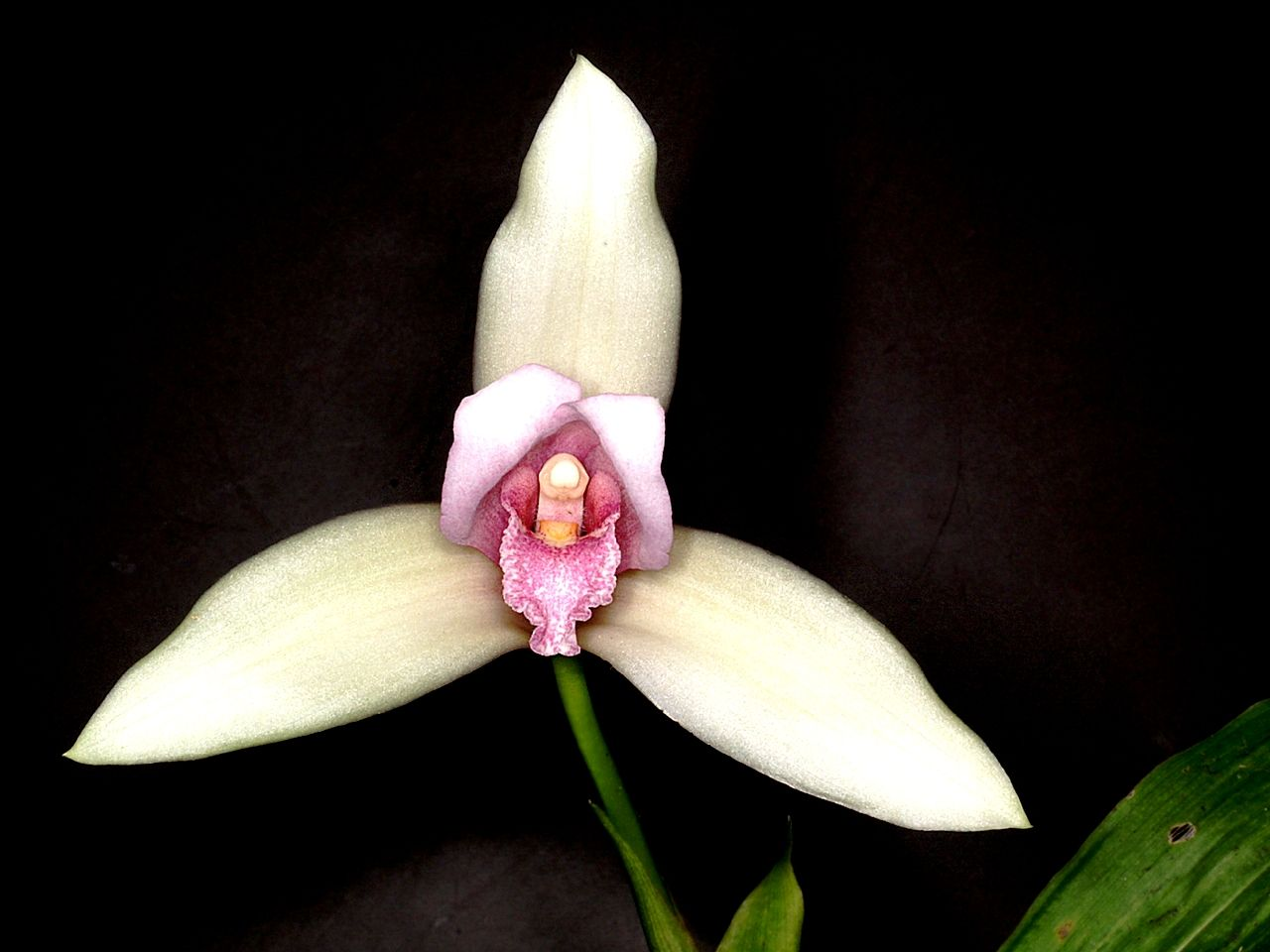
Detail květu